# Numero di Wolf

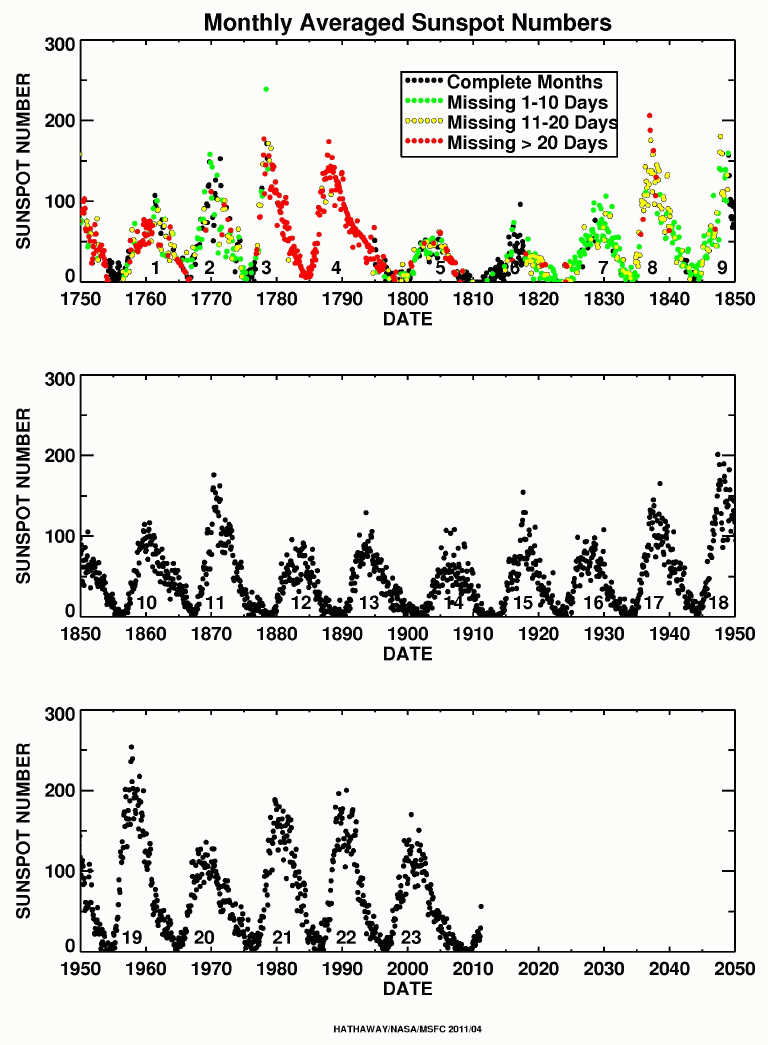
La serie dei numeri di Wolf dal 1750.

Il numero di Wolf (conosciuto anche come numero internazionale di macchie solari, numero relativo di macchie solari o numero di Zurigo) è una quantità che misura il numero di macchie solari e gruppi di macchie solari presenti sulla superficie del sole.

## Storia
L'osservazione delle macchie solari ha avuto inizio già con le prime osservazioni fatte con il telescopio a partire dal 1609.
Nel 1848, Rudolf Wolf a Zurigo ebbe l'idea di fare una compilazione delle varie osservazioni di macchie solari fatte da vari astronomi; la procedura fu inizialmente identificata con il suo nome, anche se attualmente viene preferibilmente indicata come numero internazionale di macchie solari. La combinazione di macchie solari e il loro raggruppamento è necessario per compensare le differenti interpretazioni nell'osservazione di piccole macchie solari da parte dei vari autori.
La compilazione del numero di macchie solari è attualmente continuata dall'Osservatorio Reale del Belgio che ha sede a Bruxelles.
Questo numero è stato registrato dagli studiosi per circa 300 anni. È stato scoperto che l'attività delle macchie solari è ciclica con un periodo variabile tra i 9,5 e gli 11 anni. Questa ciclicità è stata notata per la prima volta da Heinrich Schwabe nel 1843 e per questo viene anche denominata "ciclo di Schwabe". La serie del numero di macchie solari si estende fino al 1700 per quanto riguarda i totali annuali, mentre i singoli valori giornalieri esistono dal 1818.
Dal 1 luglio 2015 è stata introdotta una revisione nel calcolo del numero di macchie solari, la cui maggior variazione è un incremento di un fattore 1,6 per l'intera serie. Un fattore moltiplicato dello 0,6 era già stato applicato dal 1893 da Alfred Wolfer, il successore di Wolf, per compensare il miglioramento delle apparecchiature osservative. Questa riduzione è stata eliminata nella revisione moderna, riavvicinando il conteggio ai valori iniziali. Il conteggio era stato in parte ridotto dal 1947 per compensare l'effetto introdotto dal nuovo sistema di calcolo adottato da quell'anno, che classificava le macchie in funzione della loro dimensione.

## Formulazione matematica
Il numero relativo di macchie solari è dato dalla formula:
{\displaystyle R=k(10g+s)}
dove 
- R è il numero relativo di macchie,
- s è il numero delle singole macchie,
- g è il numero di gruppi di macchie,
- k è un fattore osservativo variabile per il luogo e lo strumento di osservazione.

Il fattore osservativo serve a compensare i differenti numeri di macchie o gruppi di macchie conteggiati dai vari osservatori. Queste differenze sono collegate alla differenza nella qualità delle strumentazioni, alla località di osservazione, all'esperienza personale dell'osservatore e a altri fattori individuali. Poiché Wolf era stato il primo osservatore, il suo fattore fattore osservativo è stato posto uguale a 1.